# Barbara Makowska
Barbara Makowska (* 13. August 1967 in Sosnowiec) ist eine ehemalige polnische Volleyballspielerin und heutige -trainerin.

## Karriere
Barbara Makowska spielte bis 1991 in ihrer Heimatstadt Sosnowiec bei Płomień Milowice und wurde hier 1989 polnischer Vizemeister. Danach wechselte sie zum Ligakonkurrenten BKS Stal Bielsko-Biała und wurde auch hier 1992 und 1994 zweimal Vizemeister. 1994 zog Barbara Makowska nach Deutschland zum  Bundesligisten Schweriner SC, mit dem sie 1995 und 1998 Deutscher Meister sowie 1997 Vizemeister wurde. 1998 wechselte sie zum Ligakonkurrenten Dresdner SC. Hier gewann Makowska 1999 das „Double“ aus Meisterschaft und Pokalsieg. In ihrer letzten Saison 2001/02 wurde sie mit Dresden nochmals deutscher Pokalsieger und Vizemeister. Die Mittelblockerin war in ihrer Bundesligazeit fast ununterbrochen in den Ranglisten des Deutschen Volleyballs vertreten.
Im Volleyball-Magazin wurde sie in der Jubiläumsausgabe 2007 zur zweitbesten Blockspielerin der deutschen Liga der letzten 20 Jahre gewählt hinter Christina Schultz.
In der Polnischen Nationalmannschaft spielte Barbara Makowska zwischen 1987 und 1995. Sie absolvierte in dieser Zeit 236 Länderspiele und nahm an vier Europameisterschaften teil.
Seit dem Ende ihrer aktiven Karriere 2002 arbeitet Barbara Makowska im Trainerstab des Dresdner SC. Sie betreut Jugendmannschaften und ist Trainerin der Zweitliga-Nachwuchsmannschaft VCO Dresden.